# Pentney
Pentney är en civil parish i Storbritannien.   Den ligger i grevskapet Norfolk och riksdelen England, i den sydöstra delen av landet, 140 km norr om huvudstaden London. Antalet invånare är 387. Arean är 10,4 kvadratkilometer.
Terrängen i Pentney är mycket platt.